# لوران مانويل
لوران مانويل (بالإنجليزية: Laurent Manuel)‏ (27 أبريل 1986 بنيويورك في الولايات المتحدة - ) هو لاعب كرة قدم أمريكي في مركز الدفاع.

## وصلات خارجية
- لوران مانويل على موقع قاعدة بيانات كرة القدم.إي يو (الإنجليزية)